# Notoplax tridacna
Notoplax tridacna är en blötdjursart som först beskrevs av de Rochebrune 1881.  Notoplax tridacna ingår i släktet Notoplax och familjen Acanthochitonidae. Inga underarter finns listade i Catalogue of Life.